# اناتولی ساموتسوتف
آناتولی ساموتسوتف (روسی: Анатолий Васильевич Самоцветов؛ ۲۷ نوامبر ۱۹۳۲ – ۱۷ اوت ۲۰۱۴) پرتاب‌گر چکش، و ورزشکار دو و میدانی اهل روسیه بود.